# 吉诺·罗西 (雪车运动员)
吉诺·罗西（義大利語：Gino Rossi，？—？），意大利前男子雪车运动员。他曾代表意大利参加瑞士举办的1930年国际雪车联合会世界锦标赛，获得男子四人金牌。